# 시모마쓰야마촌
시모마쓰야마촌(下松山村)은 시마네현 나카군에 있던 촌이다. 현재의 고쓰시의 일부에 해당한다.

## 역사
- 1889년 4월 1일 - 정촌제 시행에 의해 나카군 시모마쓰야마촌이 성립하였다.
- 1934년 4월 1일 - 마쓰야마촌과 합병해 마쓰카와촌이 성립하여 폐지되었다.

## 참고문헌
- 角川日本地名大辞典 32 島根県
- 『市町村名変遷辞典』東京堂出版、1990年。